# RT (televíziós csatorna)
RT (teljes nevén: Russia Today) egy oroszországi állami finanszírozású hírcsatorna, amelynek célja az Oroszországon kívüli világ nézőit megnyerni és növelni az ország hírnevét. A televíziótársaság az orosz mellett angol, spanyol és arab nyelvű csatornát is üzemeltet. A csatorna az orosz állami propaganda és dezinformációs tevékenység egyik legfontosabb eszköze.
A televízió központja Moszkvában található. Műsoraik óránként jelentkező hírekkel, dokumentum műsorokkal, hírháttér és elemző, politikai, sport és kulturális hírekkel is jelentkeznek. A televízió egy olyan médiumnak nevezi magát amely "orosz szemszögből nézi a világban zajló legfontosabb eseményeket".
A televíziót a 2008-as gazdasági világválság következtében az orosz kormány Oroszország stratégiailag fontos szervezetévé minősítette.
Az RT televíziót gyakran vádolják, hogy az orosz kormány propaganda szócsöve, emellett, hogy riporterei elfogultan tudósítanak és a televíziót dezinformálással vádolták meg.
A Krím-félsziget orosz annektálása után RT-t a dezinformációs és propagandatevékenysége miatt Ukrajnában 2014-ben, Litvániában és Lettországban 2020-ban, majd Németországban 2022 februárjában betiltották. Az Ukrajna elleni 2022-es orosz inváziót követően előbb egyes országokban (Lengyelország, Csehország), majd ez Európai Unióban a műsorának továbbítását egységesen felfüggesztették. A főbb közösségi média portálok blokkolták a külső linkként való hivatkozási lehetőséget az RT tartalmaira. A Microsoft eltávolította az RT-s tartalmakat a Microsoft Store-ból, valamint a Bingben hátrébb sorolja az RT-s találatokat. Az Apple Oroszország kivételével minden országban eltávolította az RT-t a tartalomszolgáltatásaiból. 2022. március 18-án Nagy-Britanniában is visszavonták a csatorna sugárzási engedélyét.